# I predatori
I predatori è un film del 2020 diretto, sceneggiato e interpretato da Pietro Castellitto. È il primo lungometraggio di Castellitto in veste di regista e sceneggiatore.

## Trama
A Ostia un carismatico truffatore riesce a convincere l'anziana Ines Vismara ad acquistare per 1000 euro uno scadente orologio da polso. Claudio, il figlio, fascista proprietario di un negozio di armi, si infuria al punto da turbare così tanto la madre che, mentre attraversa distratta una strada, viene investita da un furgone.
Ines viene soccorsa e portata in ospedale dal medico Pierpaolo Pavone, capofamiglia di una famiglia intellettuale radical chic. Sua moglie Ludovica è un'intransigente regista cinematografica, mentre il figlio Federico è uno studente venticinquenne di filosofia appassionato di Friedrich Nietzsche. Pierpaolo ha una relazione con Gaia, la giovane fidanzata di Bruno Parise, un suo collega che si diverte a fargli pesanti scherzi.
Furioso verso il professor Nicola Fiorillo che lo ha escluso dal progetto di esumazione del corpo di Nietzsche, Federico acquista da Claudio una bomba con cui distruggere la tomba del filosofo. Riesce nell'intento, ma viene coinvolto e ferito nell'esplosione. Flavio, zio di Claudio e capo di un gruppo neofascista, dice al nipote che Federico dirà da chi si è procurato la bomba per evitare la prigione e gli ordina di uccidere il ragazzo. Claudio scopre però che il ragazzo è figlio di Pierpaolo, il medico che ha salvato la vita di sua madre, e nonostante ne abbia la possibilità non lo uccide. Flavio, furioso per la disobbedienza, lo convoca e Claudio porta all'incontro il figlio dodicenne Cesare, maniaco delle armi, che uccide Flavio con un fucile.
Pochi mesi dopo, Bruno è morto per un tumore al cervello che Pierpaolo gli ha diagnosticato e Gaia inizia una relazione proprio con il truffatore (che ora si finge un principe) che ha innescato l'intera catena di eventi.

## Distribuzione
Il film è stato distribuito nelle sale italiane a partire dal 22 ottobre 2020. La pellicola è stata poi distribuita sulle piattaforme streaming dall’11 dicembre.

## Riconoscimenti
- 2020 - Festival del cinema di Venezia
  - Premio Orizzonti per la miglior sceneggiatura
- 2021 - David di Donatello
  - David di Donatello per il miglior regista esordiente a Pietro Castellitto
  - Candidatura al David di Donatello per la migliore sceneggiatura originale a Pietro Castellitto
  - Candidatura al David di Donatello per il miglior produttore a Domenico Procacci e Laura Paolucci per Fandango con Rai Cinema
  - Candidatura al David di Donatello per il miglior musicista a Niccolò Contessa
- 2021 - Nastro d'argento[3][4]
  - Miglior regista esordiente a Pietro Castellitto
  - Migliore attore non protagonista a Massimo Popolizio
  - Candidatura a migliore sceneggiatura a Pietro Castellitto
  - Candidatura a migliore sonoro a Alessandro Palmerini e Alessandro Zanon